# 宁远楼
宁远楼，位于中国广东省广州市增城区新塘镇瓜岭村。1930年，瓜岭村华侨为保护村民安全，筹款在村前修建一碉堡楼，称为宁远楼。宁远楼形状奇特，构造坚固，是目前广州地区唯一一座有吊桥的碉堡楼。2002年7月，列入广州市文物保护单位。